# Ann-Christine Hultberg
Ann-Christine Hultberg, verksam som Anna C Conni Hultberg, född 1946, är en svensk silversmed. 

## Biografi
Hultberg studerade vid Konstfackskolan i Stockholm 1967–1973 och utexaminerades som silversmed. Hon avlade gesällprov 1972 och arbetade som lärling hos Los Castillo, Taxco i Mexiko 1976–1977 samt lärling för Ove U Bohlin och Bengt Liljedahl 1968–1970. Hon har därefter arbetat i en egen silververkstad med formgivning och tillverkning av silverkorpus och andra metaller. Hon har medverkat i ett hundratal konsthantverksutställningar och ställt ut separat på bland annat Feria de la mujer i Madrid, Hantverksföreningen och Konsthantverkarna i Stockholm. Hultberg är representerad vid bland annat Nationalmuseum.